# Galea sottile
La galea sottile était la galère de guerre typique utilisée en Méditerranée du IXe au XVIIIe siècle. En temps de paix, elle pouvait également remplir des fonctions marchandes, notamment pour le transport de marchandises précieuses et peu volumineuses, compte tenu de la disponibilité limitée de l'espace de cale.
Il s'agissait de navires inconfortables, sans abri pour l'équipage, contraints de vivre à l'extérieur, car tout l'espace de la cale était destiné à une cargaison transportable déjà maigre. Cependant, le nombre d'hommes à bord, la vitesse, la maniabilité au combat et la capacité de naviguer même contre le vent ou en son absence, en faisaient un navire sûr, idéal pour la guerre et pour le transport des biens les plus précieux. Elle était d'environ 45 m de long et 5 m de large, pour environ 25 bancs de rameurs.

## Histoire
Au XIIIe siècle, le développement exceptionnel des républiques maritimes italiennes, permit l’émergence de nouveaux bateaux « classici » en bois qui sillonnaient encore la Méditerranée : le birème romain et grec et le dromon byzantin. Apparaissent alors la galea sottile, destinée à la guerre, et la galea grossa, un navire hybride conçu non seulement pour combiner les avantages du bateau à rames, mais aussi ceux du navire de guerre et du navire marchand.
Dans ce cas, à Venise, le déclin contemporain du pouvoir ducal et la stabilisation de la forme républicaine de l'État, ont soustrait la désignation des commandants militaires du Doge au profit du Maggior Consiglio, assumant la forme pseudo-méritocratique définitive maintenue dans les siècles suivants. La nécessité de défendre la thalassocratie vénitienne en Méditerranée orientale et le conflit croissant avec les puissances maritimes de Gênes et de Pise poussèrent la cité lagunaire à maintenir en service les flottes militaires plus souvent et plus longtemps jusqu'à la naissance (en 1268) de la flotte vénitienne permanente dans l'Adriatique (golfe de Venise). L'arsenal de Venise, où sont construites les galee marciane dès le XIIe siècle, devient alors le plus grand complexe de production du Moyen Âge, et la première véritable grande usine moderne : des milliers d'hommes y travaillent, affectés à diverses activités, et aux galères qu'ils ont construisent en série, anticipant les méthodes de la chaîne de montage moderne.
Après le sac de Constantinople (1204), le déséquilibre définitif en faveur des Italiens des relations militaro-commerciales entre les républiques maritimes et l'Empire byzantin se manifeste également par l'adoption, par les Byzantins, des galères pour remplacer de leurs navires traditionnels.
Au XIVe siècle, l'introduction de nouvelles techniques de construction, du gouvernail d'étambot (le dromon byzantin était encore mû par deux gouvernails latéraux) et du compas magnétique de probable invention chinoise (en 1295 Marco Polo était revenu dans la lagune), Change radicalement la façon d'aller en mer.

## Caractéristiques

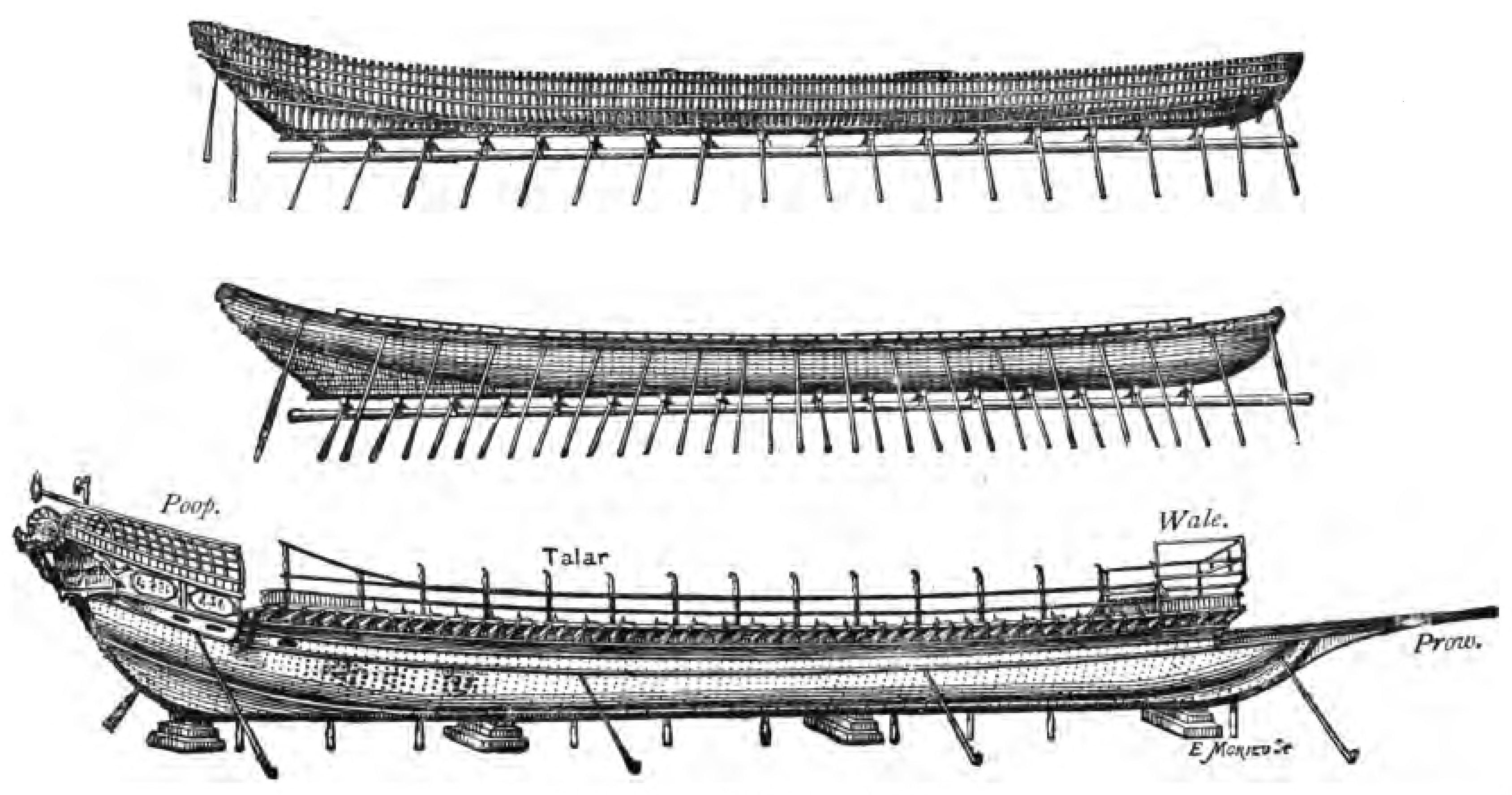
Stades de construction d'une galea sottile.

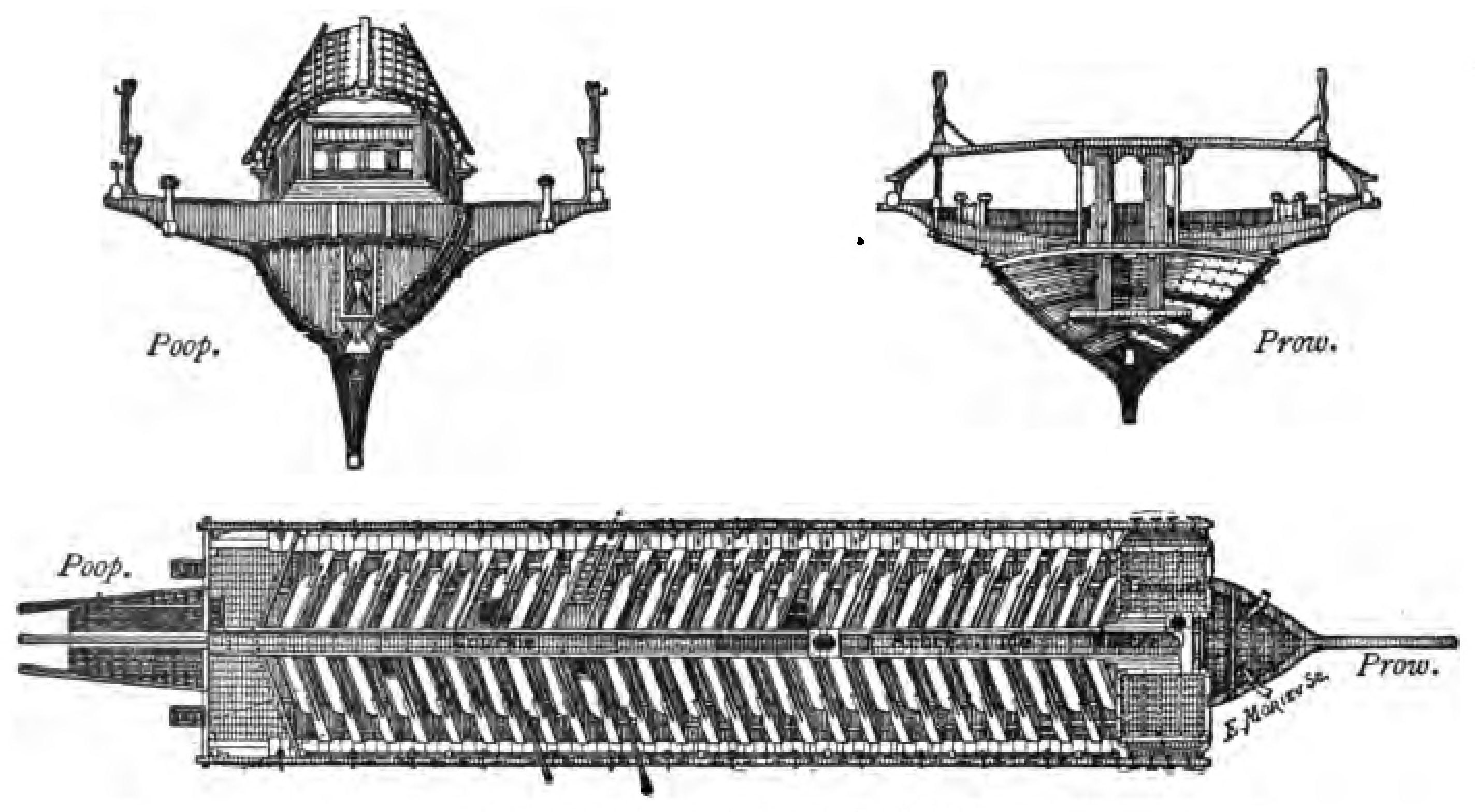
Coupes et vue en plan d'une galea sottile.

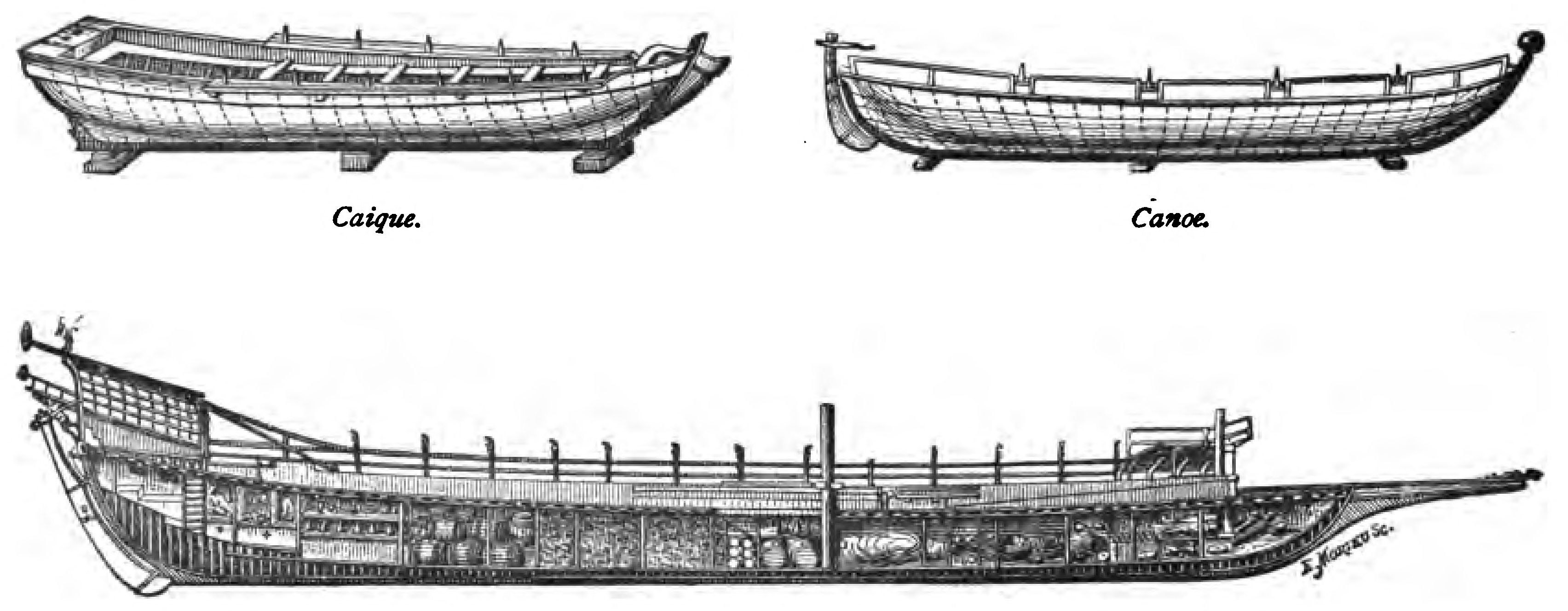
Stiva (cale et son contenu) d'une galea sottile.

Le premier récit écrit, par le capitaine gréco-vénitien Michele da Rodi, sur la construction des navires alors en usage en Méditerranée, galee et navi a vela, utilisés par Venise et d'autres États maritimes de la première moitié du XVe siècle, remonter au XVe siècle.
Les caractéristiques de la galère ci-dessous font particulièrement référence aux galères armées par la république de Venise entre les XIIIe et XVIIIe siècles, mais elles peuvent en fait être étendues, avec des modifications minimes, à toutes les marines méditerranéennes des mêmes périodes.
Il s'agissait de navires à un seul pont, d'environ 45 m de long et 5 m de large. Ils portaient deux rangées d'environ 25 berges avec deux rameurs à deux mâts de voile latines, appelées mestra et trinchetto . Parfois, un troisième mât pouvait être ajouté à la poupe, appelé mezzanello . Les voiles ont été nommées mezzana, terzarolo et artimònToute la vie à bord se déroule à l'extérieur, sur le pont, à l'exception de l'auvent de commandement relevé à l'arrière.
Les équipages étaient répartis entre marins, officiers en activités nautiques et voiles, et forçats, rameurs, tour à tour distinguables entre buonavoglia, c'est-à-dire citoyens libres volontairement enrôlés, zontaroli, conscrits en temps de guerre pour augmenter les équipages, et sforzati, c'est-à-dire prisonniers de la guerre et les criminels condamnés à la rame. À celles-ci s'ajoutent les unités militaires embarquées.
Lorsqu'ils n'étaient pas engagés dans les flottes de guerre ou à des fins marchandes, ces navires étaient normalement désarmés et placés sur le quai, préférant la galeotte et la fuste plus petites et moins chères pour les activités des escouades militaires permanentes.
L'artillerie, introduite au XIVe siècle, et les arquebuses qui suivent remplaçaient les instruments de tir traditionnels des galee sottili : l'arbalète et la catapulte. Les canons étaient placés à la proue et à la poupe, orientés dans le sens de la route, pour frapper in caccia (« en chasse », à l'attaque) ou in fuga (« en fuite »). La pièce d'artillerie principale, positionnée à la proue dans l'axe de la quille, était appelée cannone di corsia. Sur les côtés se trouvaient des pièces mineures, des petrieri (« pierriers », généralement au nombre de huit) et des falconi (« fauconneaux », généralement au nombre de quatre). La poupe était également armée de la même manière, avec environ quatre petrieri et un flacone appelé paretolo.
La voga était d'abord pratiquée, aux premiers siècles, avec la méthode alla sensile, c'est-à-dire avec trois rameurs par banc, chacun équipé d'une seule rame de longueur différente: cette méthode permettait d'atteindre des vitesses élevées, mais il fallait un haut niveau d'habileté de la part des condamnés pour obtenir la coordination nécessaire. Avec la réduction progressive de la qualité des équipages, en raison de la plus faible contribution de la buonavoglia, et l'augmentation conséquente du nombre de sforzati, vers le milieu du XVIe siècle, on est passé à la méthode a scaloccio plus simple, avec cinq rameurs par banc, le tout agissant sur une seule rame commune.

## Galerie d'images

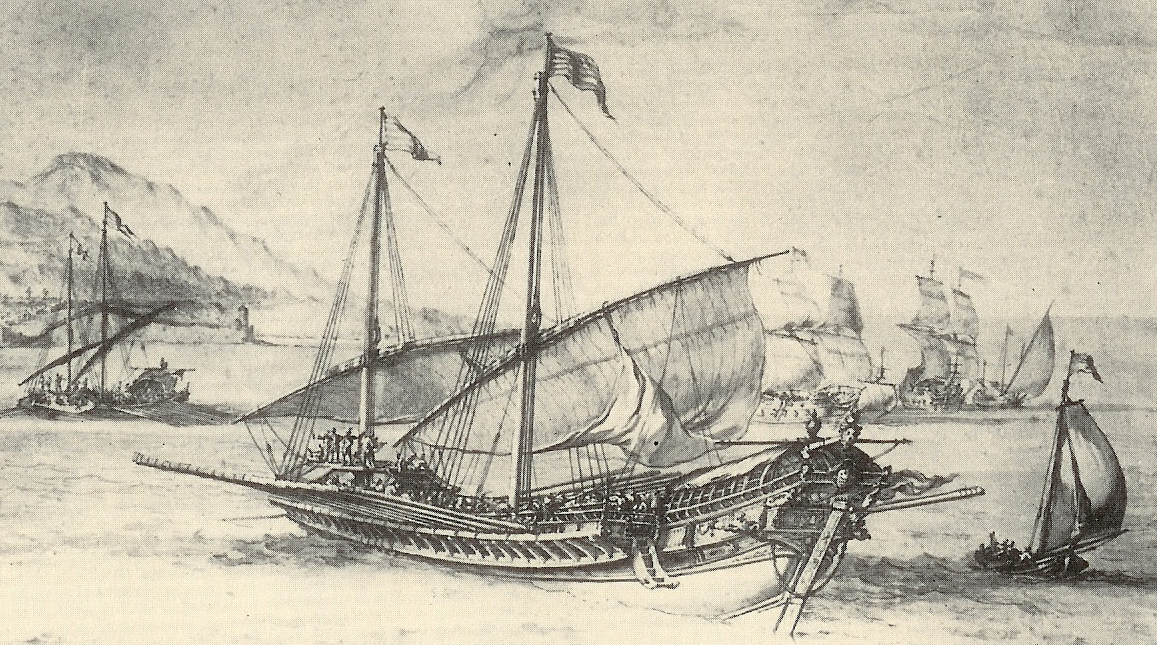
Galea sottile française dans une représentation du XVIIe siècle
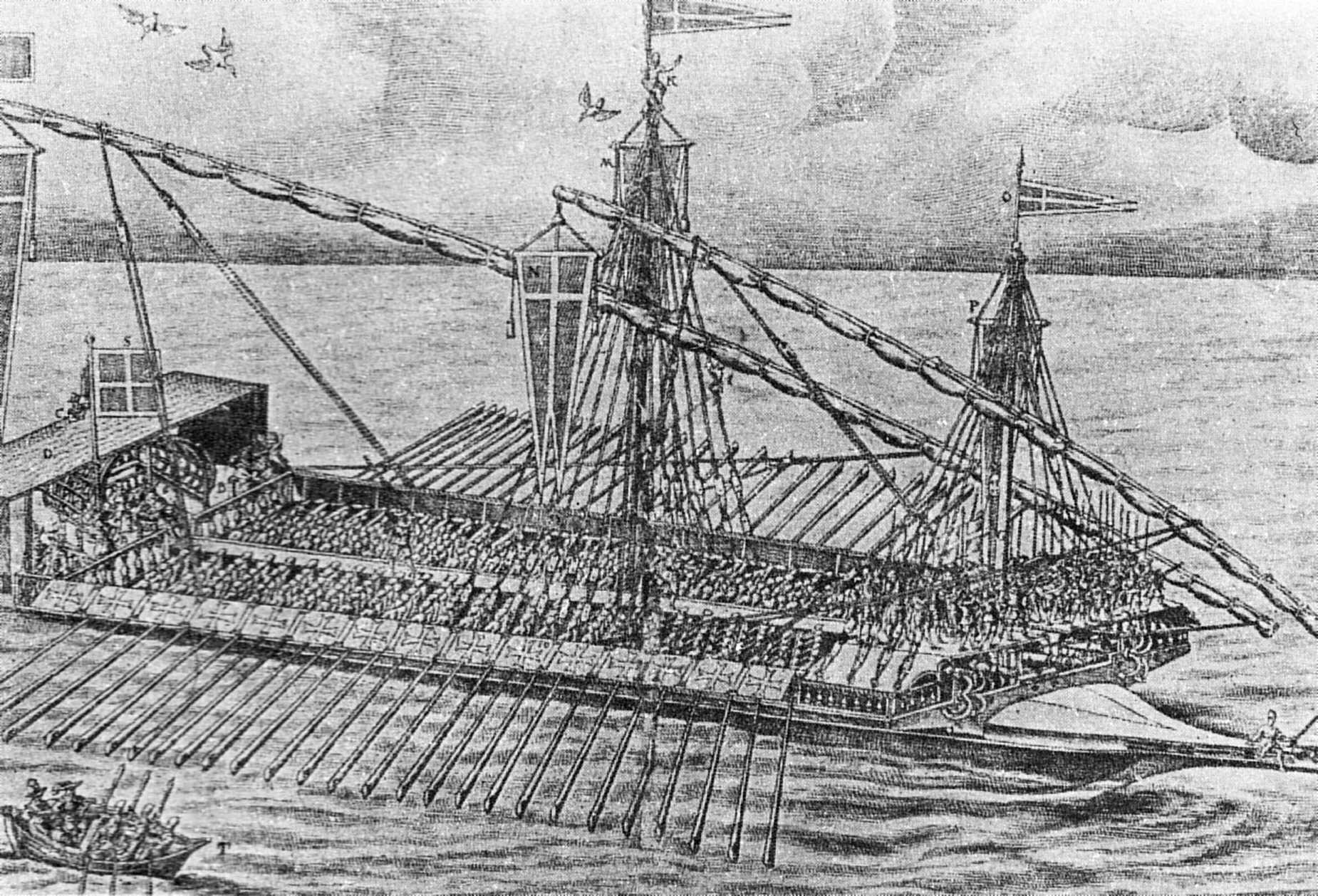
Représentation d'une galère maltaise
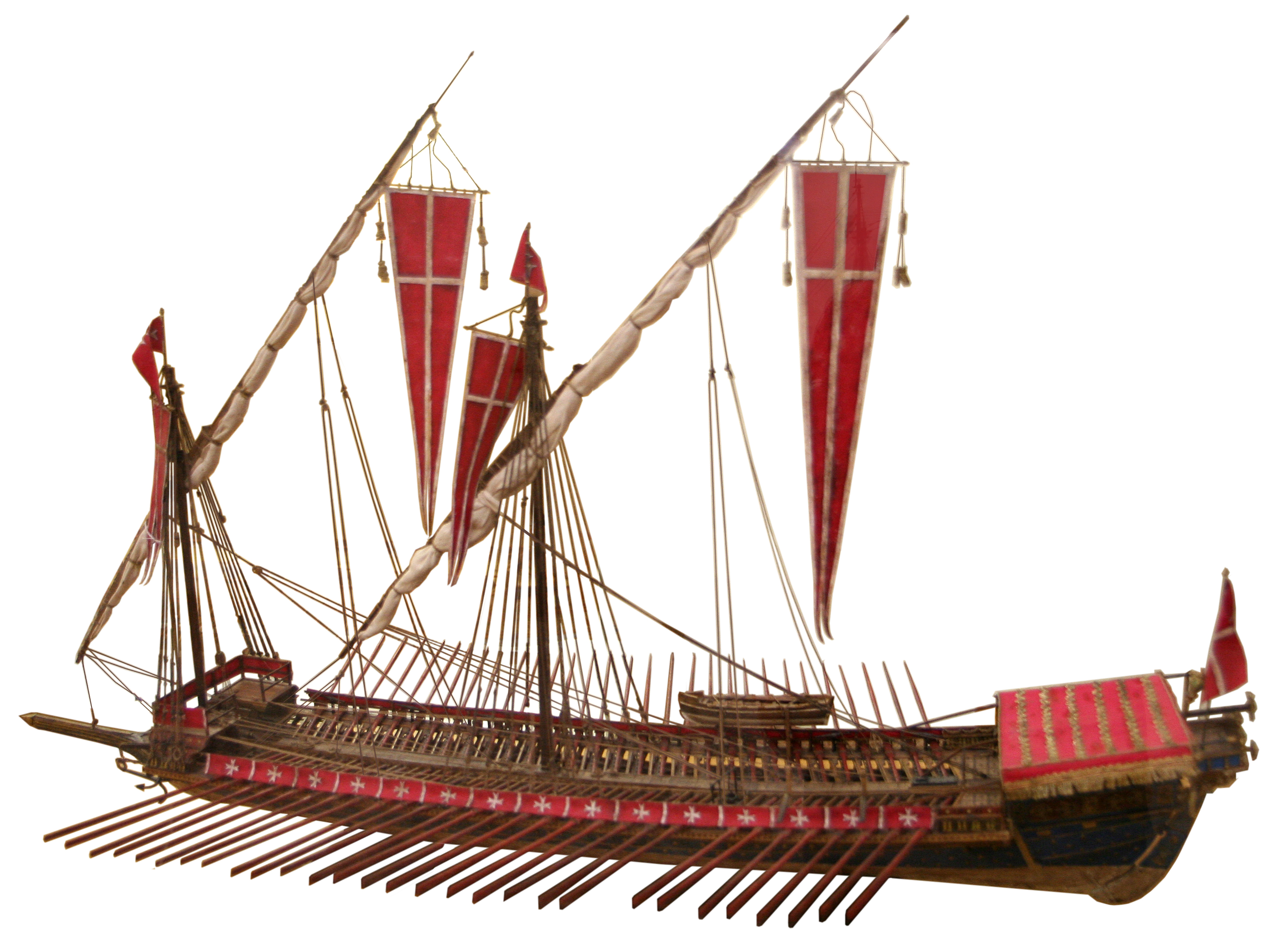
Maquette d'une galère svelte de Rhodes, (Musée d'histoire navale de Venise).
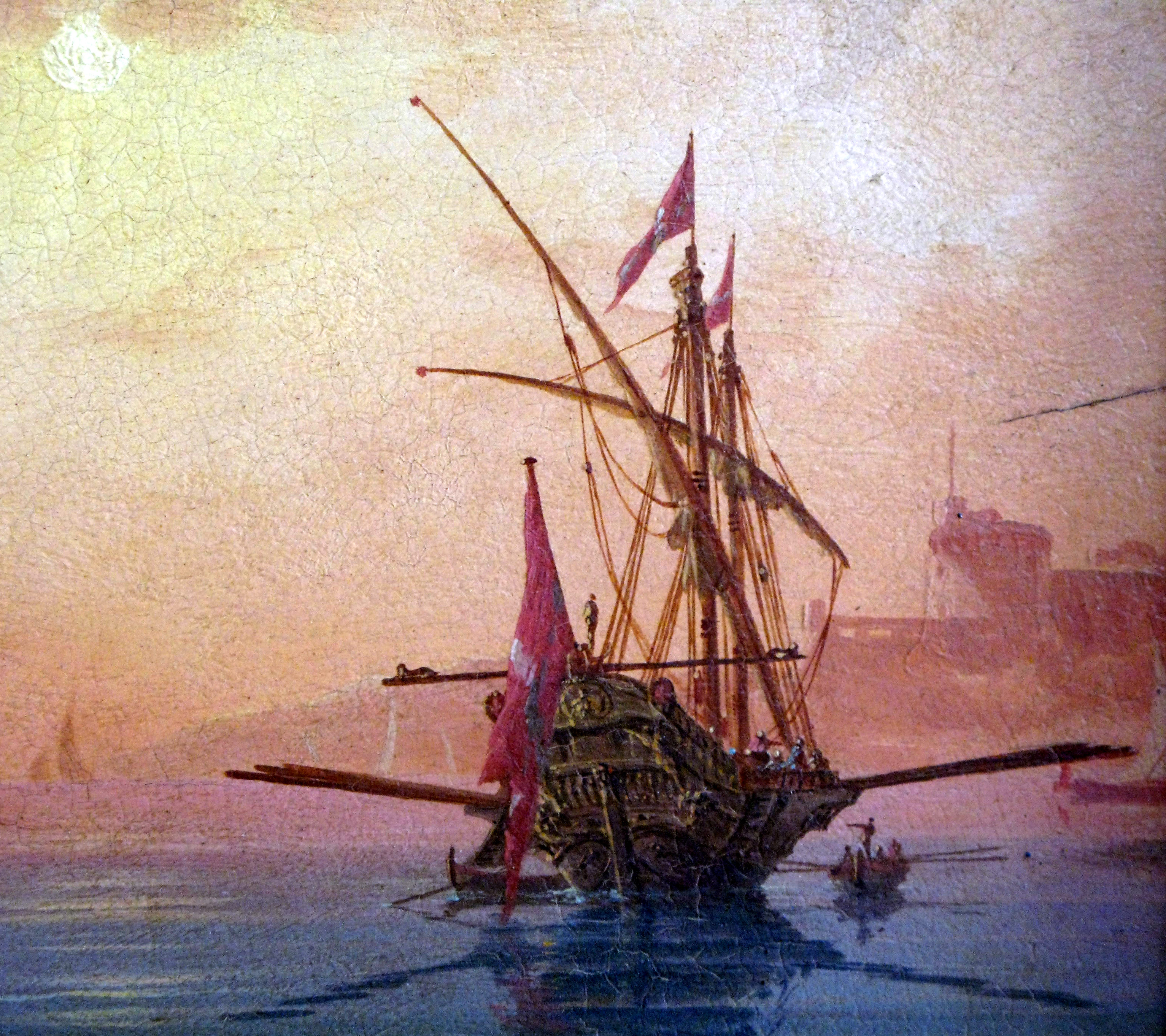
Vue arrière d'une galère de l'ordre de Saint-Jean de Jérusalem en 1765.

## Noter

### Explicatif
1. ↑  I resoconti del viaggio per mare del 1437 compiuto dalla delegazione bizantina al Concilio di Firenze, ad opera dell'ecclesiastico bizantino Silvestro Syropoulos e dal capitano Greco-Veneziano Michele da Rodi, menzionano che la maggior parte delle navi erano "Veneziane" o "Papali" ma riportano che il basileus Giovanni VIII Paleologo viaggiò su una "nave imperiale": non è chiaro se fosse bizantina o fosse stata ingaggiata e la sua tipologia non è menzionata; viene però descritta come più veloce delle galee mercantili veneziane di grande stazza che la accompagnavano (delle galee grosse) indicando probabilmente che era una galea sottile --- v. Vera Andriopoulou, « Ships on the Voyage from Constantinople to Venice », sur The Syropoulos Project, The Institute of Archaeology and Antiquity of the University of Birmingham.